# Olimpiu Bucur
Olimpiu Bucur (sinh ngày 1 tháng 4 năm 1989) là một cầu thủ bóng đá người România thi đấu cho Dacia Unirea Brăila ở vị trí tiền vệ.